# Анновка (Акимовский район)
А́нновка (укр. Ганнівка) — село,
Новоданиловский сельский совет,
Акимовский район,
Запорожская область,
Украина.
Код КОАТУУ — 2320382405. Население по переписи 2001 года составляло 190 человек .

## Географическое положение
Село Анновка находится на правом берегу реки Большой Утлюк,
выше по течению на расстоянии в 6 км расположено село Вязовка,
ниже по течению на расстоянии в 1 км расположено село Елизаветовка.
Река в этом месте пересыхает.

## История
- 1818 — дата основания.